# 894
894 (осемстотин деветдесет и четвърта) година по юлианския календар е невисокосна година, започваща във вторник. Това е 894-та година от новата ера, 894-та година от първото хилядолетие, 94-та година от 9 век, 4-та година от 10-о десетилетие на 9 век, 5-а година от 890-те години.

## Починали
- Гуидо Сполетски, крал на Италия, император на Свещената Римска империя.